# Oplonaeschna
Genre
Oplonaeschna est un genre de libellules de la famille des Aeshnidae (sous-ordre des Anisoptères, ordre des Odonates). 

## Liste d'espèces
Selon BioLib (29 décembre 2020) :
- Oplonaeschna armata (Hagen, 1861)
- Oplonaeschna magna González & Novelo, 1998